# Pousse-pousse (transport de personnes)
Pour les articles homonymes, voir Pousse-pousse.

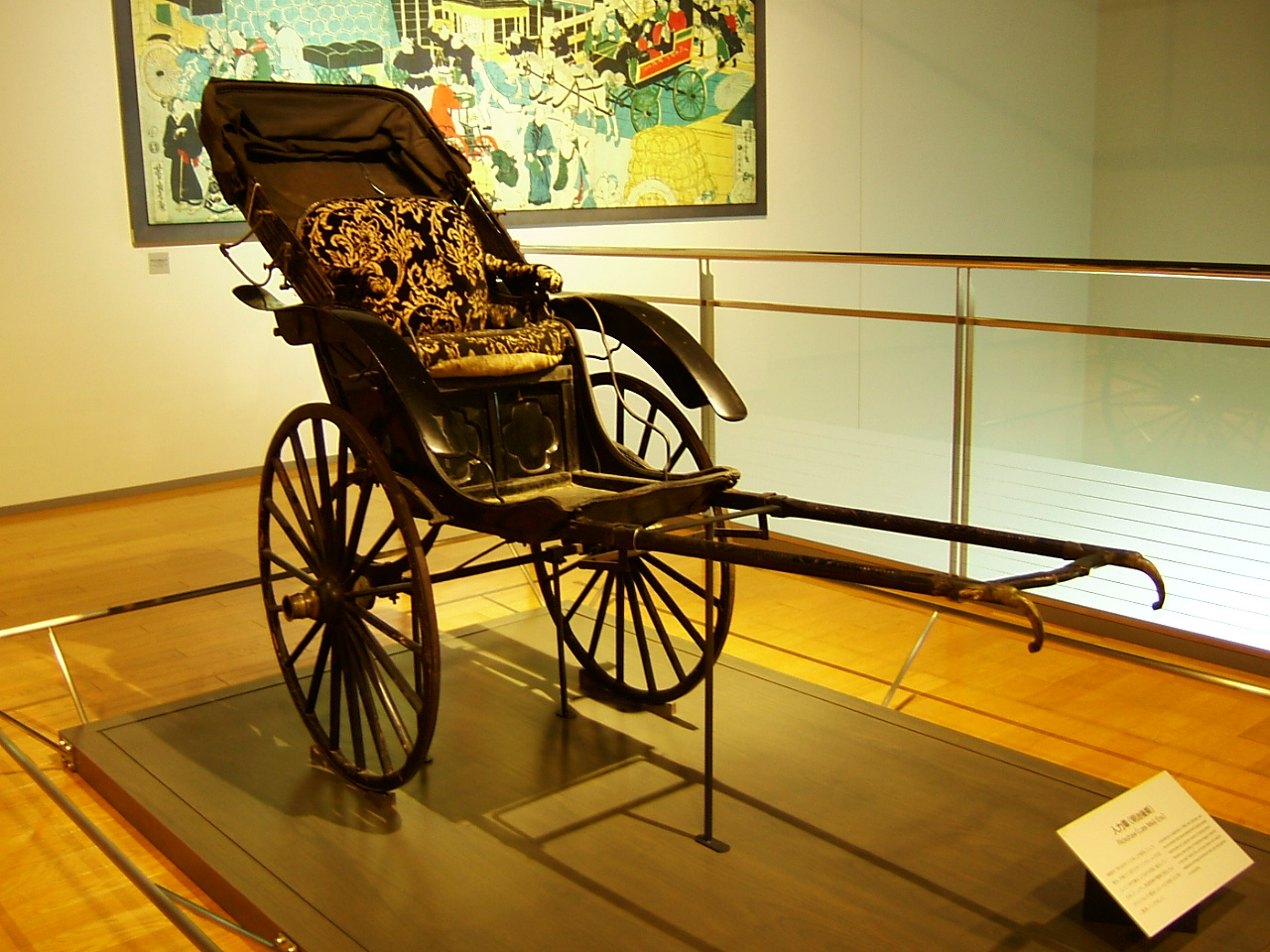
Pousse-pousse japonais traditionnel.

Le pousse-pousse ou poussepousse (graphie recommandée par certains à la suite des rectifications orthographiques du français en 1990) (人力車, jinrikisha, littéralement en japonais : « véhicule à force humaine ») est une voiturette légère à deux roues et à une ou deux places, tirée ou poussée par un homme.
Il existe aussi des versions où l'homme tirant le pousse-pousse est à vélo, on parle alors plus précisément de cyclo-pousse (ou vélo-taxi). Des versions motorisées ont également vu le jour, on parle alors d’auto-pousse (ou tuk-tuk). Cependant, le terme pousse-pousse est communément utilisé pour tous ces véhicules.

## Histoire

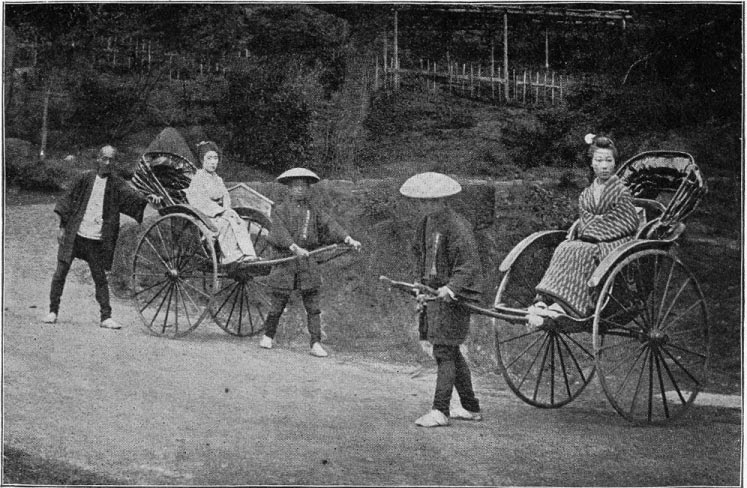
Deux pousse-pousse au Japon en 1897.

L'attribution de son invention est incertaine, mais son origine japonaise est avérée. L'histoire la plus répandue sur son inventeur est celle du missionnaire américain Jonathan Scobie (appelé parfois « Jonathan Globe ») qui l'aurait conçu vers 
1869 pour transporter sa femme invalide.
Un autre inventeur potentiel serait Izumi Yosuke qui demanda le premier une licence d'autorisation auprès des autorités.
Dans les villes, les pousse-pousse ont rapidement supplanté le moyen de transport traditionnel qu'était le palanquin. En deux ans d'existence, on pouvait compter plus de 40 000 pousse-pousse à Tokyo. Le palanquin se retrouve alors utilisé uniquement dans les zones où le pousse-pousse ne peut aller, dans les régions montagneuses.
Le principal problème à la diffusion de ce mode de locomotion dans tout le Japon est l'état de la route. Mais l'empereur Meiji fait rapidement construire ponts et routes. Le développement du commerce, avec la nécessité de faire des aller-retour entre les centres de productions, les marchés, magasins et ports, développa considérablement le pousse-pousse.

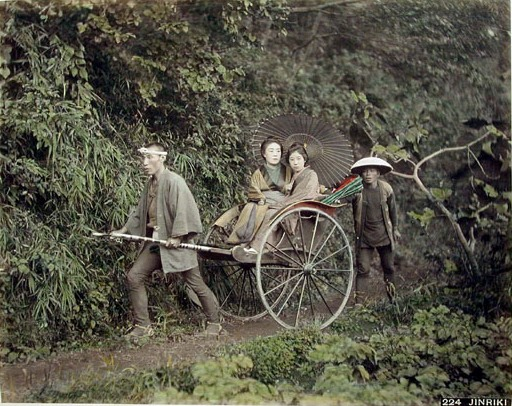
Deux femmes dans un pousse-pousse au Japon entre 1860 et 1900

Ce mode de transport fut très en vogue dans toute l'aristocratie et chez les geishas, à tel point que des compagnies de taxis furent créées. Certaines familles riches possédèrent même leur pousse-pousse et tireur attitré.
Petit à petit, le pousse-pousse bénéficie de plusieurs améliorations, comme l'adjonction d'une capote contre la pluie, de roues métalliques pour plus de solidité et dans les années 1910 des bandes en caoutchouc furent ajoutées sur les roues pour amortir les chocs.
Les transports en commun, comme le tramway, firent péricliter l'usage du pousse-pousse au Japon vers la fin des années 1910.

## Utilisation dans le reste du monde

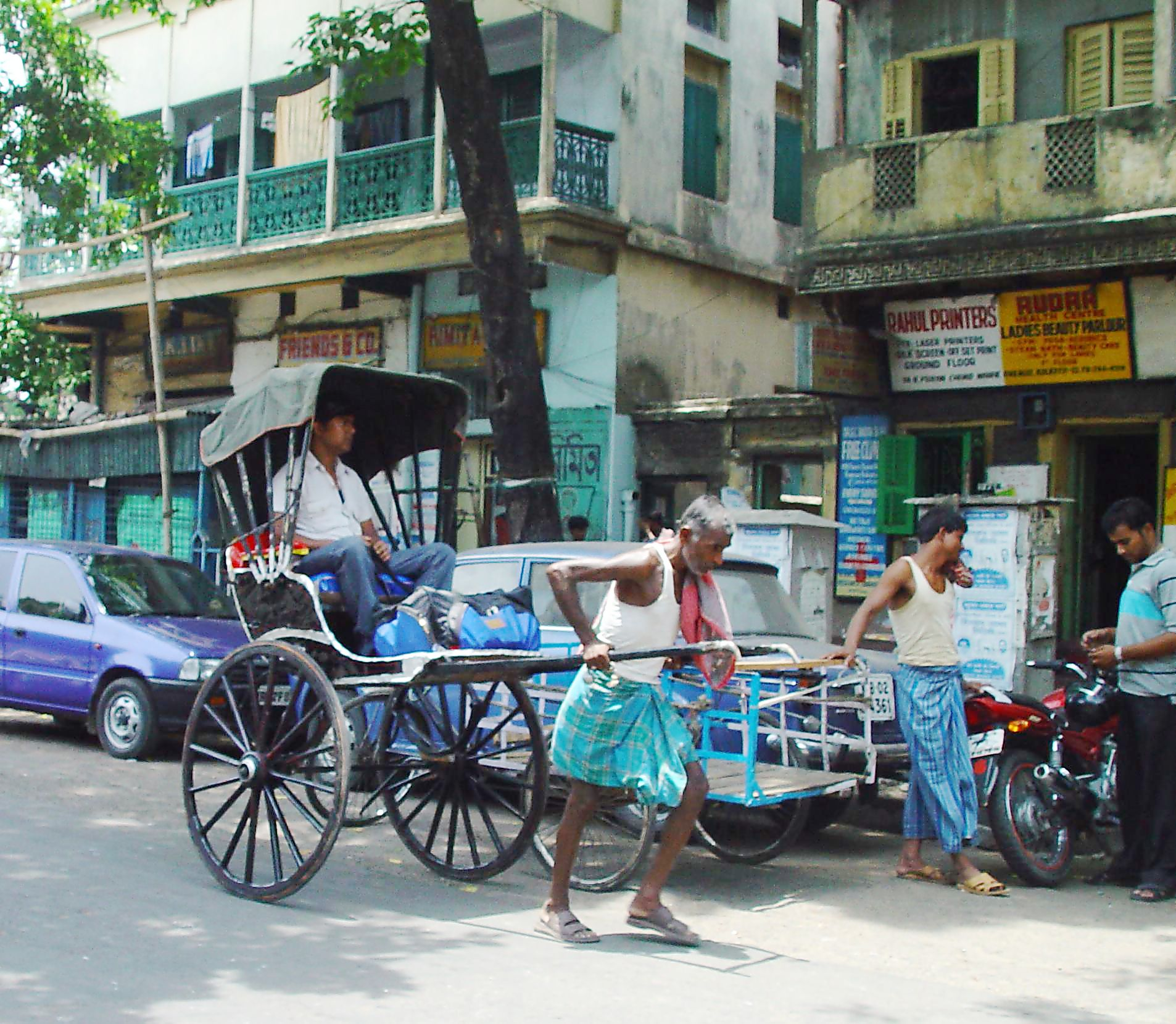
Pousse-pousse de Calcutta

À la fin du XIXe siècle, le pousse-pousse fut un important produit d'exportation japonais et fut propagé dans toute l'Asie et les colonies européennes. Le pousse-pousse devint le moyen de transport privilégié des colons et fut à ce titre associé à la colonisation et à l'exploitation de l'Asiatique par l'Européen.

Dans les années 1870, le jinrikisha japonais se répand, à partir de Tokyo, vers Singapour, la Chine et l'Inde. En Chine, à Tianjin, à partir des concessions internationales, il est rebaptisé « transport de la Grande paix », 
« afin d'éviter le terme tabou yang (océan) signifiant étranger »
— Pierre Singaravélou, Tianjin Cosmopolis. Une autre histoire de la mondialisation, 2017 (p. 41).
En 1873, un Français du nom de Menard introduit le pousse-pousse à Shanghai, alors comptoir français où on l'appelle rénlìchē (人力车, traduction littérale du japonais, voiture à force humaine), huángbāochē (黄包车, littéralement voiture louée jaune), ou encore dōngyángchē (东洋车 voiture japonaise). On en trouve encore aujourd'hui sur l'île de Hong Kong, ou quelques autres sites très touristiques, mais ils ont été généralement remplacés par encore quelques rares cyclo-pousse ou bien par des tricycles à moteur et bien sûr par les taxis et les bus.
Aujourd'hui, le pousse-pousse, dans sa forme auto-pousse, est très utilisé dans plusieurs grandes villes d'Asie, notamment en Thaïlande ou en Indonésie (becak), les plus pauvres se rabattant sur les pousse-pousse traditionnels. Le pousse-pousse est également présent à Madagascar pour transporter les personnes, notamment à Antsirabe qui est la capitale malgache du pousse-pousse. Au Viêt Nam, son histoire commence en 1883[source insuffisante].
Le cyclo-pousse quant à lui est présent depuis plusieurs années à New York, Paris et quelques autres villes d'Europe, où le terme vélo-taxi est utilisé.

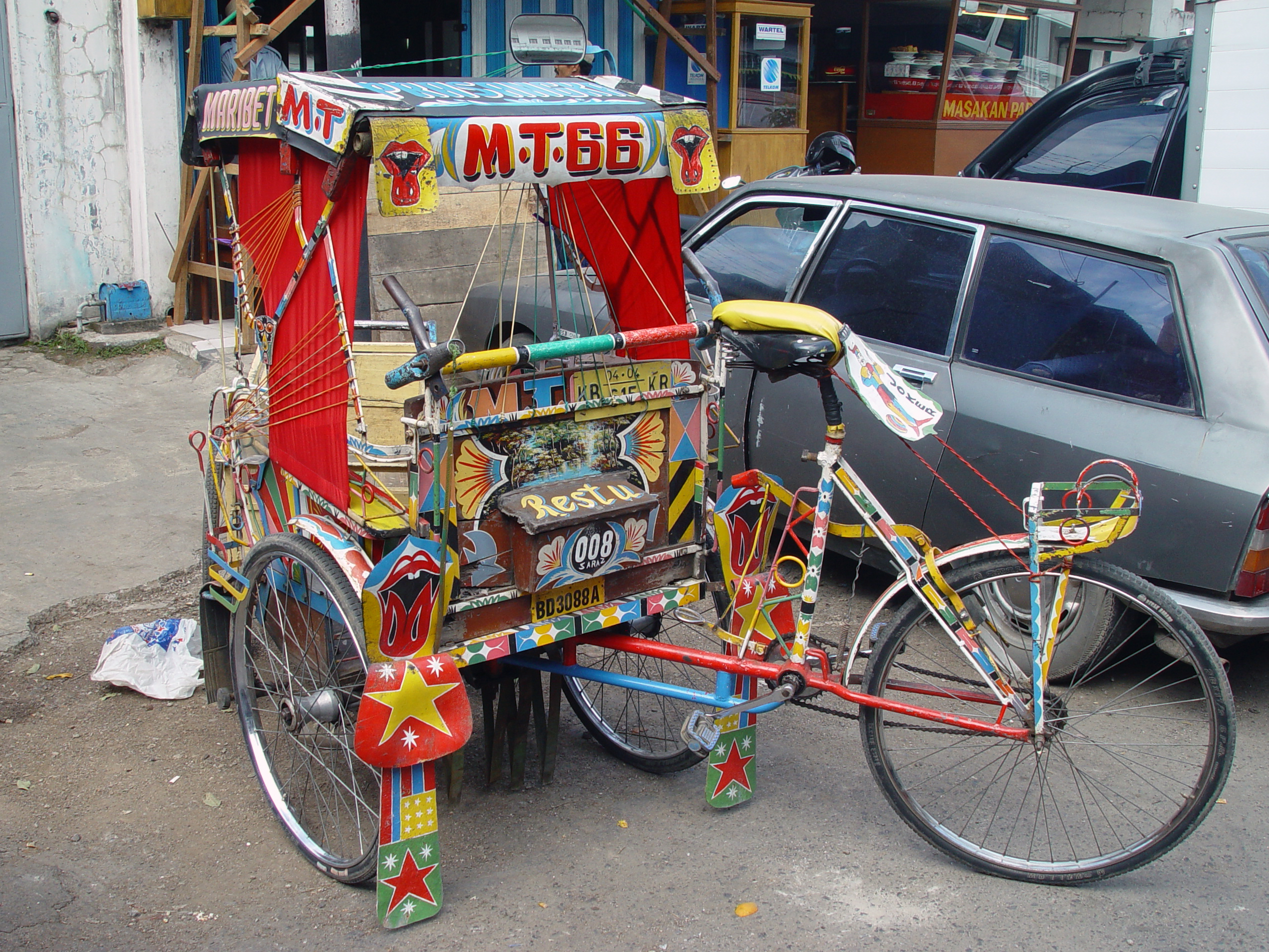
Cyclo-pousse (becak, prononcé /bet͡ʃak) indonésien à Bandung en 2004
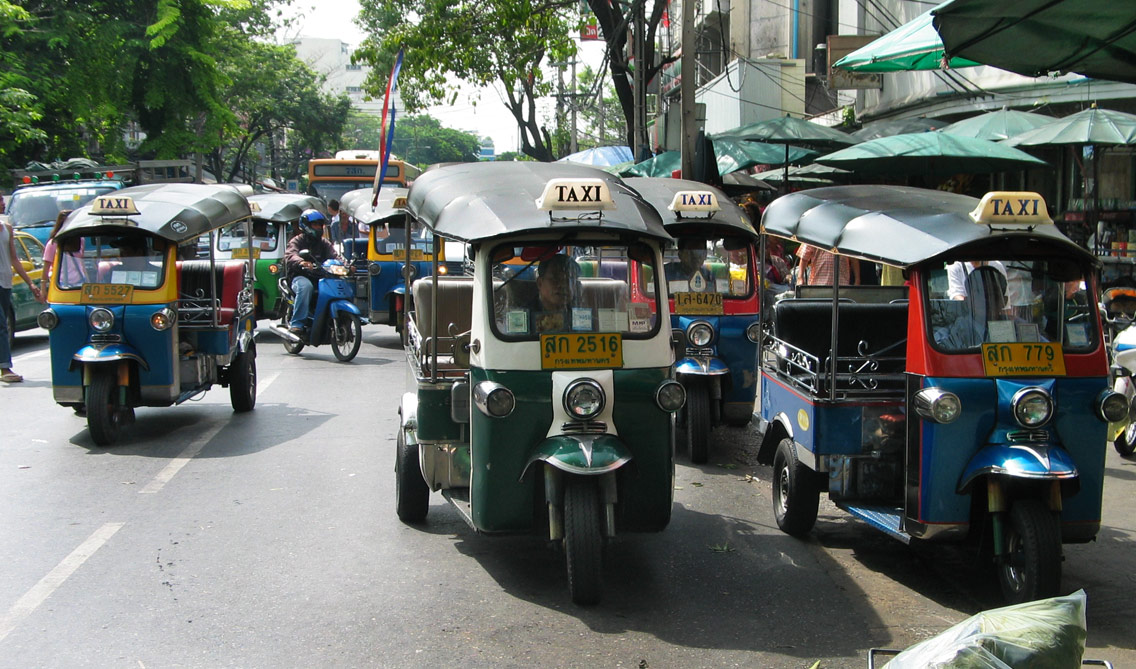
Auto-pousse appelés tuk tuk à Bangkok en 2005
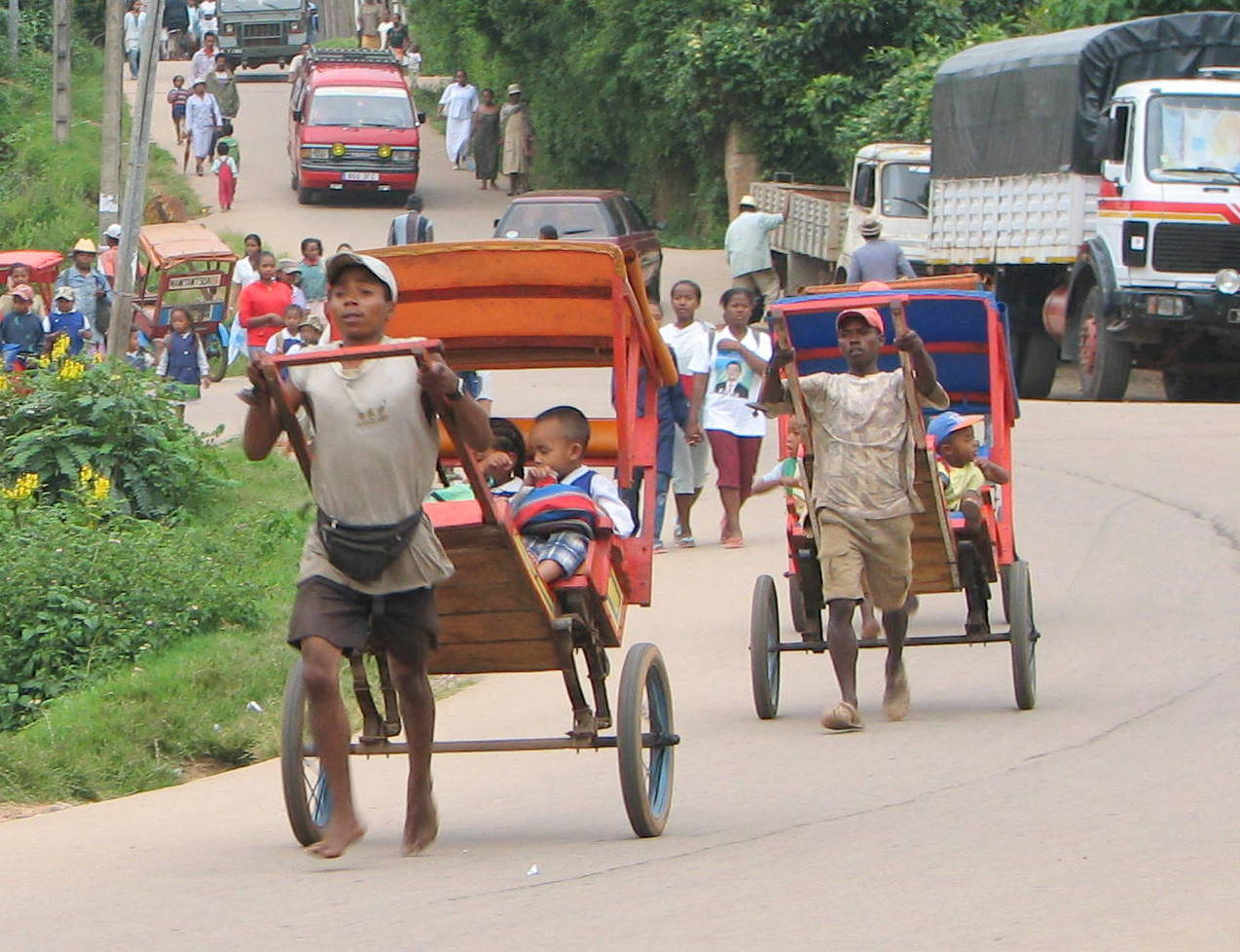
Pousse-pousse à Ambositra, Madagascar
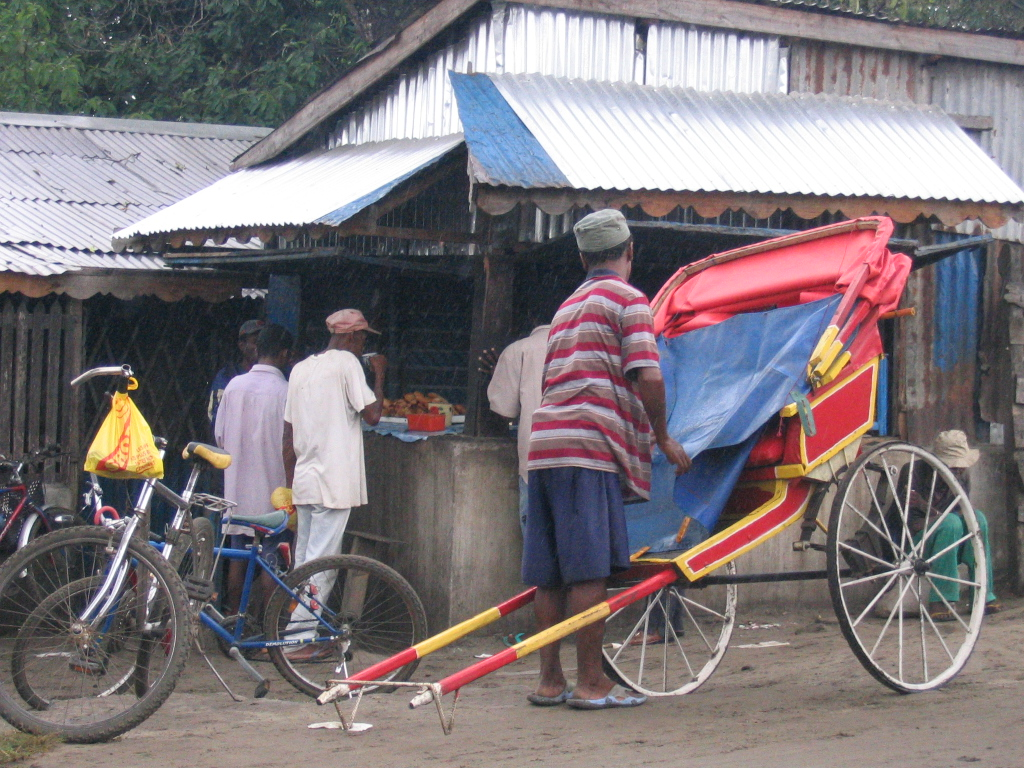
Pousse-pousse à Toamasina, Madagascar, en 2006
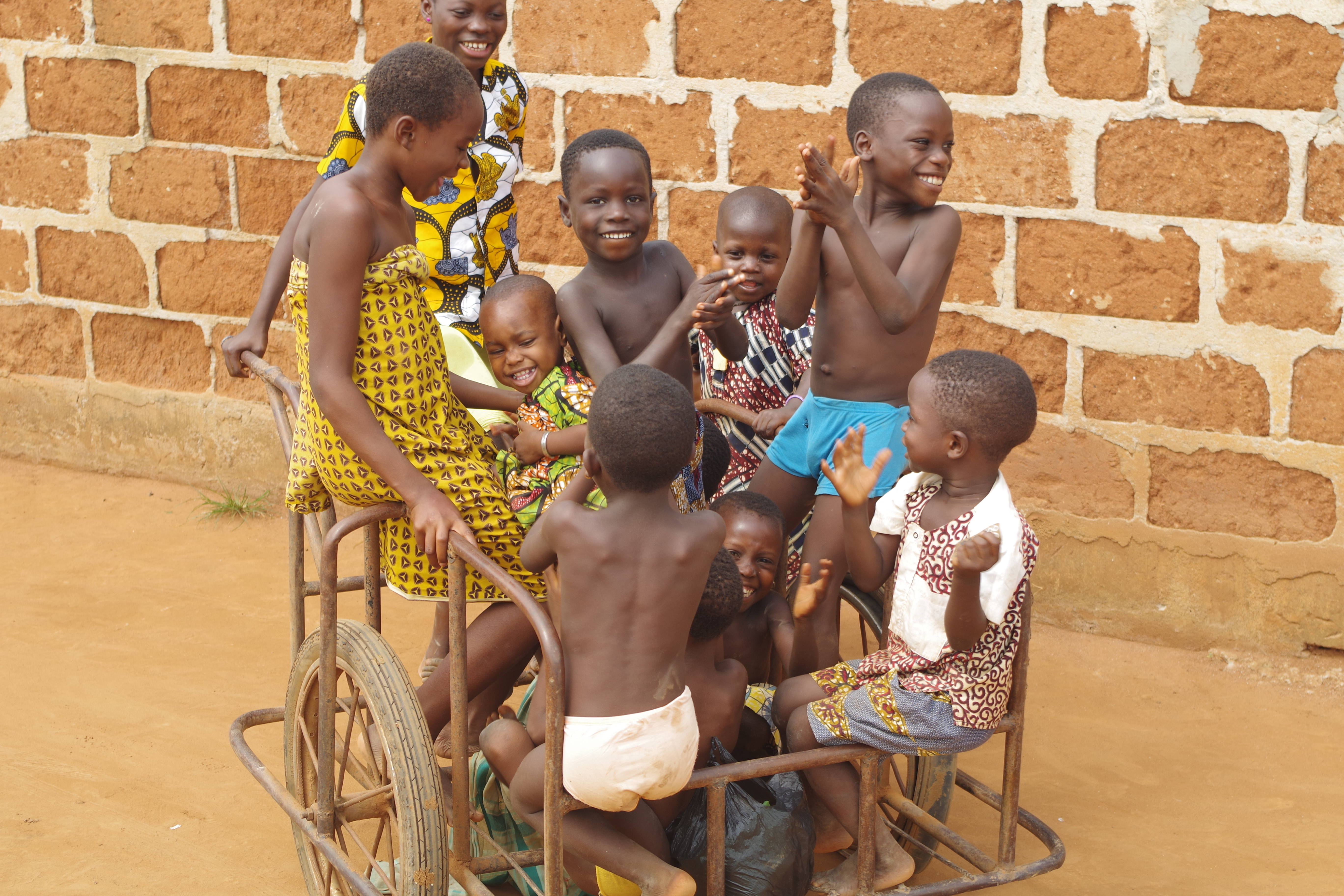
Enfants jouant avec une charrette à deux roues appelée pousse-pousse au Bénin
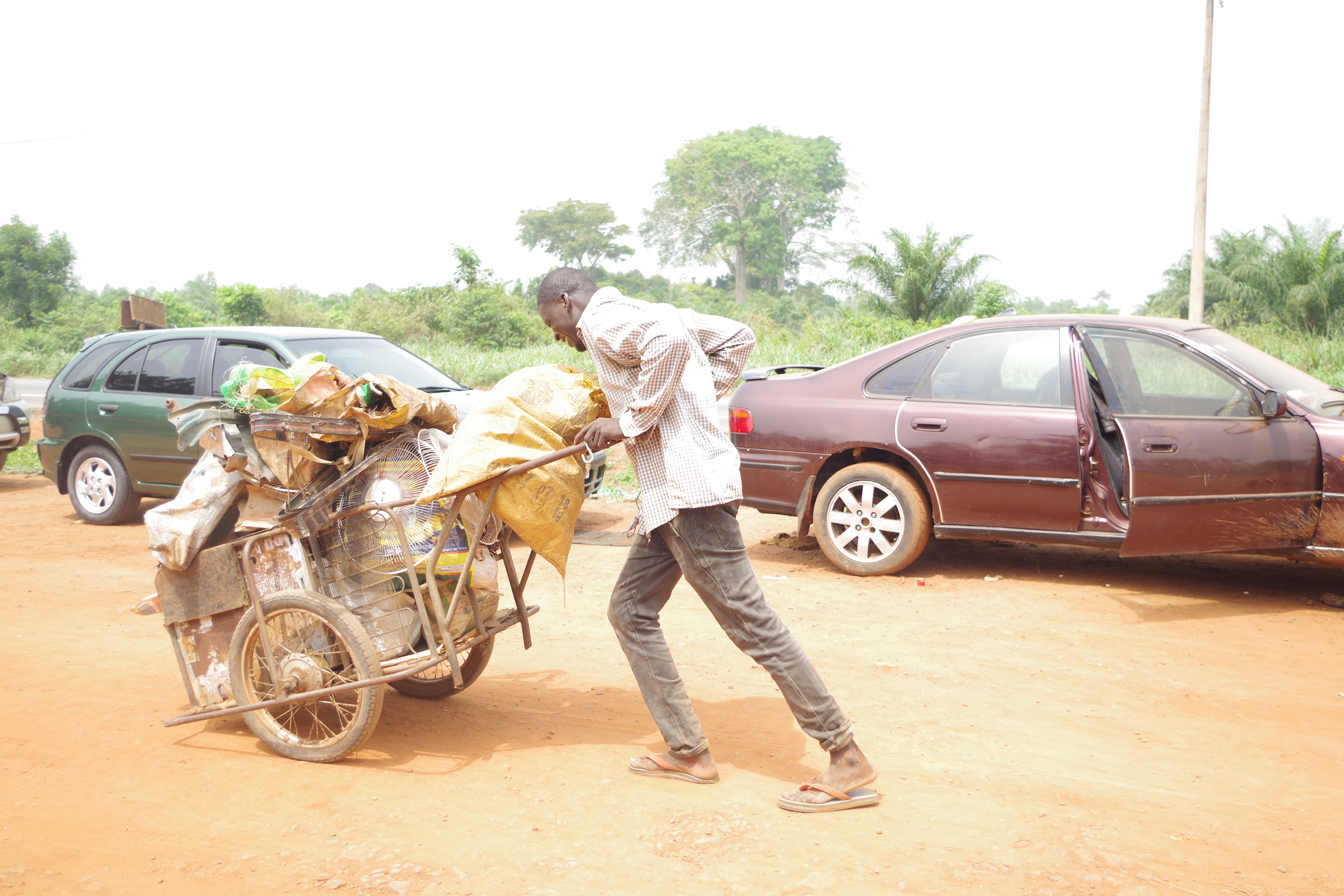
Collectionneurs de fers usés faisant le tour des ménages à l'aide d'un pousse-pousse au Bénin
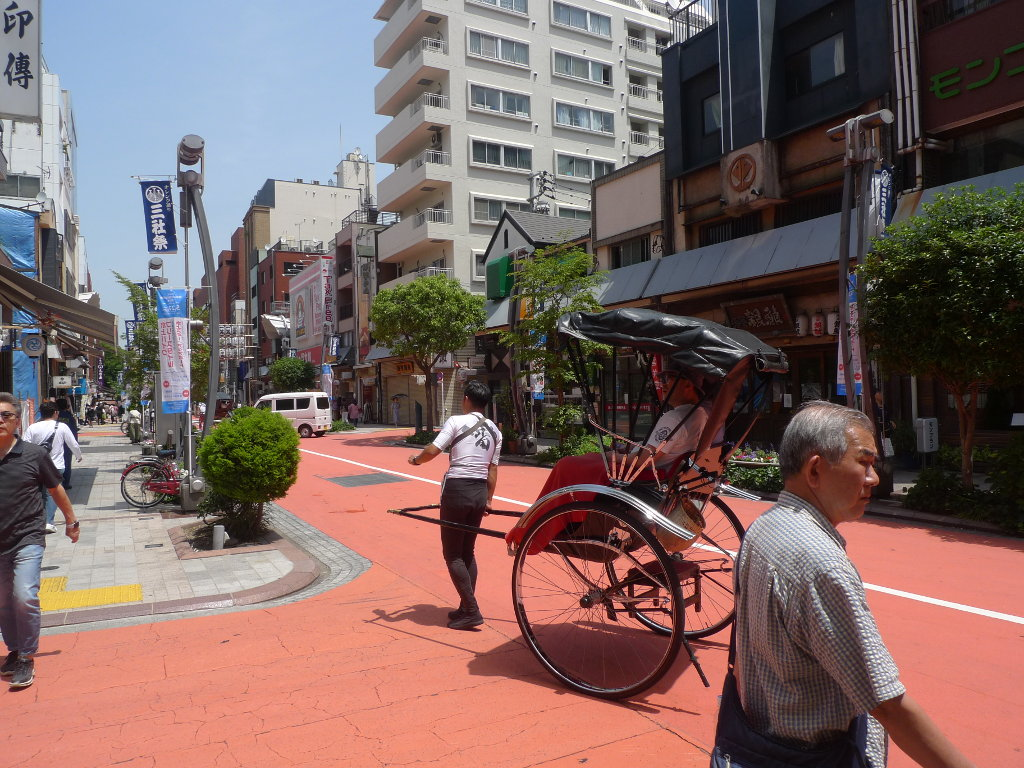
Un pousse-pousse japonais (jinrikisha) dans une rue d'Asakusa, en mai 2018.

Dans la France d'aujourd'hui, le mot « pousse-pousse » s'utilise dans le domaine du tourisme. Par exemple, à Strasbourg, l'association franco-iranienne d'Alsace a lancé un service de circuits en pousse-pousse, nommé « Eco City Zen Tour ». À Namur, en Belgique, les visites guidées en triporteur à assistance électrique utilisent également l'appellation pousse-pousse.

## Références

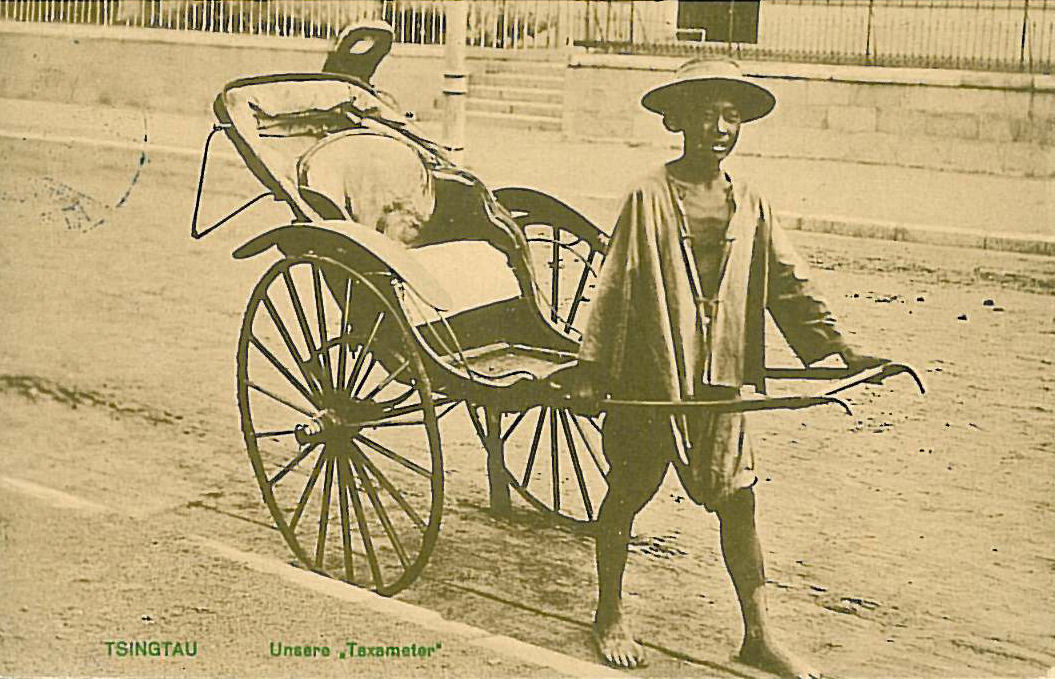
Pousse-pousse dans le comptoir allemand de Qingdao dans le Kiautschou, en 1914